# Programa d'Erfurt
El Programa d'Erfurt (en alemany, Erfurter Programm) és el programa polític del Partit Socialdemòcrata d'Alemanya (SPD), marcant-ne la ideologia entre el 1891 i el 1921.
Es va presentar a un congrés del partit a la ciutat alemanya d'Erfurt el 1891 i la seva adopció, a través de la qual el partit pren posicions més properes al marxisme que les que tenia, va marcar un significatiu punt d'inflexió al partit després de la seva reorganització. Tanmateix, Friedrich Engels el va criticar, en una carta a Kausky del juny del 1891, per oportunista i per contenir punts no-marxistes.
Es va redactar en un context social i polític marcat per la ràpida industrialització d'Alemanya i per la introducció de les lleis antisocialistes. Les seves línies polítiques les van marcar Eduard Bernstein, August Bebel i Karl Kautsky. Declarava la mort imminent del capitalisme per ell mateix, cosa per la qual valia més la pena concentrar els seus esforços en qüestions pràctiques, com millorar la qualitat de vida dels treballadors, que lluitar per la revolució social, que ja considerava inevitable. Proclamava que els mitjans de producció havien d'ésser socialitzats.
El programa fou publicat per Kaustky en un llibre publicat el 1892 i anomenat La lluita de classe. El programa va ser influent en el Socialisme de la Segona Internacional, fet que provocà que els seus crítics el consideraren un marxisme vulgar.